# 陳復 (永樂進士)
陳復，福建承宣布政使司福州府懷安縣（今福建省福州市）人，明朝政治人物，永樂甲辰進士。

## 生平
永樂二十二年（1424年）甲辰科進士。授戶部主事，升浙江杭州府知府，為官廉靜無私。